# Tara Duncan
Tara Duncan ist eine Reihe von Fantasy-Romanen der französischen Autorin Sophie Audouin-Mamikonian. Sie handeln von den Abenteuern der Heldin Tara Duncan, eines Teenagers mit besonderen Fähigkeiten – Abenteuer, die sowohl auf der Erde als auch auf Otherworld, dem magischen Planeten, stattfinden.

## Kontext
Die Reihe ist ein großer kommerzieller Erfolg, erreicht 100.000 Exemplare pro Band und steht regelmäßig an der Spitze der Verkaufscharts für Jugendliteratur in Frankreich. Es wurde in neunzehn Sprachen übersetzt und in siebenundzwanzig Ländern verbreitet.
Tara Duncan wurde 2010 in eine Zeichentrickserie und 2011 in ein Online-Videospiel umgesetzt. Die Saga wird in einer neuen Zeichentrickserie umgesetzt, die für Ende des Jahres 2021 geplant ist. Diese neue Anpassung wird von der Autorin überwacht.
Die Serie zählt zu den Jugend-Fantasy-Serien, da sie die Codes der heroischen Fantasie durch die Abenteuer von Tara und ihren Freunden in einer von zahlreichen Mythen und Legenden inspirierten Umgebung (wie Die Schöne und das Biest, Drachen, Elfen usw.) mit denen der Weltraum-Fantasy vermischt, die die Elemente eines wunderbaren Universums (Magie, fantastische Kreaturen) mit denen der Science-Fiction (Planeten, Raumschiffe usw.) konfrontiert.

## Zusammenfassung
Tara, die von ihrer Großmutter in Südfrankreich aufgezogen wird, teilt mit ihren beiden besten Freundinnen ein großes Geheimnis: Sie hat seltsame Kräfte, die sie mehr als alles andere ärgern und über die sie absolut keine Kontrolle hat. Ihr Leben wird auf den Kopf gestellt, als sie erfährt, dass ihre totgeglaubte Mutter auf einem magischen Planeten namens Otherworld gefangen gehalten wird, und als der Kerkermeister ihrer Mutter – Magister – versucht, sie zu entführen. Um ihre Sicherheit zu gewährleisten, wird sie in die Anderswelt geschickt, wo sie die Ursprünge ihrer Familie und ihrer Kräfte entdeckt und Freunde trifft, die in ihrem Kampf gegen Magister und die anderen Feinde, die sich ihr in den Weg stellen, von unschätzbarem Wert sein werden.

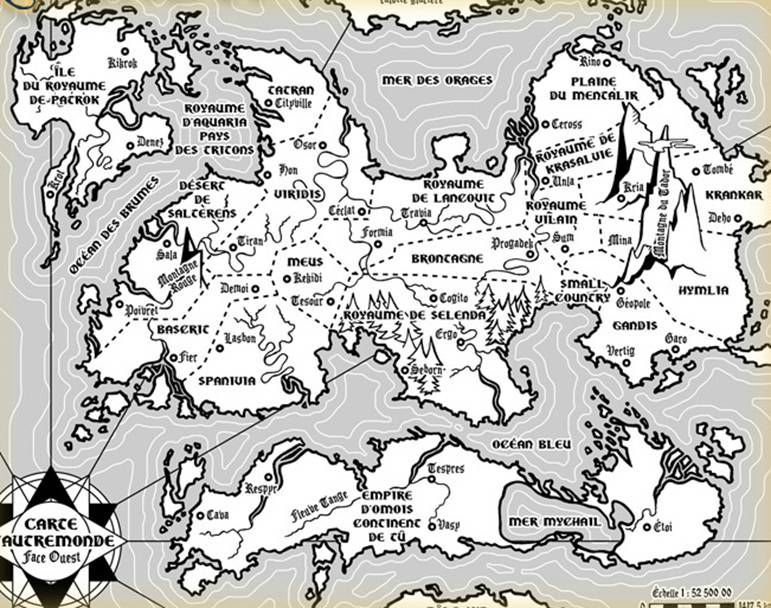
Karte des westlichen Teils von AndereWelt, dem Planeten, auf dem sich die meisten von Tara Duncans Abenteuern abspielen.

## Das Universum der Saga
OtherWorld ist ein magischer Planet, der von Sophie Audouin-Mamikonian erfunden wurde und auf dem die meisten Abenteuer der Tara-Duncan-Serie spielen.
Es ist eine gefährliche Welt, die von einer Vielzahl intelligenter Rassen und einer Vielzahl von Tieren und Pflanzen bevölkert wird, die alle durch Magie beeinflusst werden.
In der Saga heißt es, dass die AndereWelt von sieben Jahreszeiten unterbrochen wird. Ein Jahr ist in vierzehn Monate unterteilt. Die meisten Namen von Orten, Pflanzen und Tieren sind Wortspiele. Die Bücher betonen die geopolitische Dynamik dieses Planeten.
OtherWorld und die Erde sind durch Transfertore verbunden. Letztere verwenden eine Methode der Teleportation, wie sie in Science-Fiction-Universen häufig vorkommt.
Otherworld war der Grundstein der Saga, erdacht vor den Figuren und Handlungen, die die Buchreihe prägen. Dieser Ansatz zur Erschaffung einer imaginären Welt (worldbuilding) ähnelt dem von J.R.R. Tolkien und dem Vorrang des Universums von Mittelerde vor den dort stattfindenden Handlungen oder dem von H.P. Lovecraft. Dieses Worldbuilding ermöglicht es der Saga und ihren Verfilmungen, ein transmediales Universum zu bieten, in dem jedes Medium einen anderen und einzigartigen Zugang zum Universum bietet.

### Die Magie

#### Die Sortceliers
So werden Personen bezeichnet, die zur Ausübung der Magie fähig sind. Es gibt verschiedene Ränge von Zauberern wie Magier, Hochmagier und Erste Zauberer, die als Schüler unter der Aufsicht der Hochmagier stehen. Magier spezialisieren sich je nach ihren Fähigkeiten und den Bedürfnissen ihrer Arbeitgeber. Alle Sortceler und Hochmagier unterstehen der Autorität des Großen Rates, dessen Entscheidungen Vorrang vor den Gesetzen der Nationen und Königreiche haben.
Diejenigen, die sich der Autorität dieses Rates verweigern, werden Semchanachen genannt. Wenn sie den Bewohnern der Erde oder der Otherworld Schaden zufügen, haben die Jägerelfen die Aufgabe, sie zurückzurufen. Die Semchanachs sind die Feinde, die Tara, Sparrow und Cal in der 2010 erschienenen Zeichentrickserie bekämpfen müssen.

#### Die Familienangehörigen
Haustiere sind Tiere, die eine besondere Verbindung mit dem Zauberer ihrer Wahl eingehen. Diese Bindung ermöglicht es dem Zauberer, leicht mit seinem Tier zu kommunizieren, das sein täglicher Begleiter und ein Mitglied seiner Familie wird.

## Literarische Saga

### Erster Zyklus: Tara Duncan
Der erste Zyklus der Saga umfasst zwölf Bände. Der Leser begleitet Tara bei ihren Abenteuern im Alter von zwölf bis zwanzig Jahren.

#### Band 1:Tara Duncan, Die Sortceliers(2003)
In der Handlung des ersten Romans wird Tara vorgestellt, die ein friedliches und gewöhnliches Leben auf der Erde führt. Dieses ruhige Leben ändert sich schlagartig, als Magister versucht, Tara Duncan zu entführen. Sie wird in die magische Otherworld katapultiert, den Planeten, von dem sie stammt, von dem sie aber nichts weiß, während ihre Kräfte sich weigern, ihr zu gehorchen. Auf der Suche nach ihrer Mutter, die zehn Jahre lang von einem Magister gefangen gehalten wurde, findet sie viele Freunde, die ihr bei ihrer Suche helfen. Von Limbo nach Omois, über die Graue Festung, das Versteck des Magisters, müssen sie sich gemeinsam den Machenschaften des Meisters des Blutes stellen.
- Magister

## Charaktere

### Die Hauptpersonen
- Tara'tylanhnem T'al Barmi Ab Santa Ab Maru T'al Duncan, alias Tara Duncan

Die Heldin der Serie ist zu Beginn ihrer Abenteuer zwölf Jahre alt. Sie zeichnet sich durch einen hartnäckigen und mutigen Charakter aus. Aufgewachsen bei einer weit entfernten und sehr beschäftigten Großmutter, ist sie sehr unabhängig. Trotz der Abwesenheit ihrer Eltern, die gestorben sind, verbringt sie eine friedliche Kindheit in Tagon, einem kleinen fiktiven Dorf im Südwesten Frankreichs. In der Anderswelt zeichnet sie sich durch besonders beeindruckende Kräfte aus, die sie nur mit großer Mühe kontrollieren kann. Der Leser begleitet sie bei ihrer schrittweisen Entdeckung der magischen Welt und ihrer Codes, die sie im Laufe des Buches zu entschlüsseln lernt. Sie ist mutig, einfallsreich, loyal und hat Schwierigkeiten, Befehle anzunehmen.
Äußerlich unterscheidet sie sich durch ihr blondes Haar mit einer weißen Strähne über der Stirn, ihre marineblauen Augen und ihr kräftiges Kinn. Ihr Vertrauter ist ein Pegasus namens Galant. Am Ende von Band 2 erfährt der Leser, dass sie die Erbin des Omois-Reiches ist, die Tochter des früheren Kaisers Danviou T'al Barmi Ab Santa Ab Maru, der vor seiner Verantwortung floh.
- Caliban Dal Salan, bekannt als Cal

Cal ist Erster Zauberbinder im Lebendigen Schloss, dem königlichen Palast des Königreichs Lancovit, und ein Lehrling in der Akademie der patentierten Diebe von Lancovit. Er ist der Jüngste einer Familie mit fünf Kindern. Er ist ein Fan von irdischen Filmen, insbesondere James Bond, und Shakira. Er macht gerne Witze und wird von seinem Haustier Blondin, einem Rotfuchs, begleitet. Unter seinem gierigen Äußeren ist er äußerst kompetent. Er ist der erste Freund, den Tara auf Otherworld trifft, und einer ihrer treuesten Verbündeten.
- Gloria Daavil, bekannt als Sparrow

Taras beste Freundin, Sparrow, ist ein sehr süßes und stotterndes Mädchen. Sie ist auch die Nachfahrin der Bestie aus der Legende von der Schönen und dem Biest, was ihr erlaubt, sich nach Belieben in eine beeindruckende Bestie zu verwandeln, und sie ist eine der Prinzessinnen von Lancovit, Nichte des Königspaares. Beeinflusst von ihren Eltern, die Gelehrte sind, ist sie eine wahre Enzyklopädie der Geschichte, Bräuche und Sprachen der Anderswelt. Begleitet wird sie von ihrem Vertrauten Sheeba, einem silbernen Panther.
- Robin M’angil

Als erster Zauberer im Königreich Lancovit ist er vor allem ein Halbling. Er ist der Sohn von T'andilus M'angil, Elf und Anführer der Lancovit-Armeen, und Mevora, Mensch und Forscher. Er ist ein talentierter Bogenschütze und ein hervorragender Kämpfer, der aufgrund seines elfischen Erbes übermenschliche Reflexe besitzt. Er ist auch sehr romantisch und ein bisschen tollpatschig. Er leidet unter Mobbing in einem rassistischen Umfeld und fühlt sich mit seinem Status als Mischling nicht sehr wohl, da er weder als Elf noch als Vollmensch akzeptiert wird. Cal liebt es, ihn zu necken und nutzt die Tatsache aus, dass er seine Gefühle nur schwer verbergen kann.
- Fabrice de Besois-Giron

Er ist ein Jugendfreund von Tara und der Sohn des Wächters des Transfertors des Dorfes Tagon. Da er unter den Ausstrahlungen der letzteren gelitten hat, entwickelte er magische Kräfte, obwohl er aus einer Familie von Nonsos stammte. Er ist der erste Besois-Giron, der ein Zauberer geworden ist, aber seine Kräfte sind sehr begrenzt. Er liebt es, Scharade zu spielen und ist ein sensibler Junge.
- Fafnir Forgeafeux

Die rothaarige Zwergin ist die Tochter eines Clanchefs, das Äquivalent einer Prinzessin unter Zwergen. Zu ihrer großen Verzweiflung ist sie eine mächtige Zauberin, obwohl Zwerge Magie zutiefst hassen. Sie ist eine wilde Kriegerin und trennt sich nie von ihren kostbaren Äxten, denen sie Namen gibt. Ihre impulsive und kämpferische Art hindert sie nicht daran, Zärtlichkeit und große Einsicht zu zeigen. Ihr Vertrauter ist das rosa Dämonenkätzchen Beelzebub.
- Magister

Meister der Sangrafen, einer Dissidentengruppe, die sich gegen die Drachen stellt. Er ist ein mächtiger Zauberer und ein furchtbarer Gegner von Tara, die er immer wieder zu entführen versucht, um an die dämonischen Gegenstände zu gelangen, die er begehrt und die für ihn unerreichbar bleiben. Wie die anderen Sangrafen trägt er ein graues Gewand mit einem roten Kreis auf der Brust. Sein Gesicht ist unter einer schimmernden Maske verborgen, die je nach Laune die Farbe wechselt. Obwohl er Taras Erzfeind ist, steht er ihr manchmal bei. Er ist erschreckend und amüsant zugleich.
Seine Identität ist eines der größten Rätsel der Saga.

### Sekundäre Charaktere
- Chemnashaovirodaintrachivu, genannt Meister Chem

Meister Chem ist ein Drache, der normalerweise als alter Magier erscheint. Er arbeitet im Dienste von Lancovit und hilft Tara und ihren Freunden von Anfang an bei ihren Abenteuern.
- Lisbeth'tylanhnem T'al Barmi Ab Santa Ab Maru, alias Lisbeth

Lisbeth, die Kaiserin von Omois, ist Taras Tante. Wie ihre Nichte hat sie marineblaue Augen und blondes Haar, das von der berühmten weißen Strähne ihrer Dynastie durchschnitten wird. Lisbeth ist ziemlich jähzornig und verliert schnell die Geduld; sie kann rücksichtslos sein. Ihre Kräfte sind sehr stark und machen sie zu einer gefürchteten und angesehenen Herrscherin. Sie hat auch den Ruf, eine der schönsten Frauen der Anderswelt zu sein.
- Angelika Brandaud

Angelika ist die erste Buchstabiererin im Lebenden Schloss von Lancovit. Sie mag Tara vom ersten Moment an nicht und präsentiert sich als hochmütiges Mädchen. Sie hat eine zweideutige Rolle in der Geschichte. Sie besitzt die Hand des Lichts.
- Xandiar

Er ist der oberste Wächter des kaiserlichen Palastes von Omois und verantwortlich für die Sicherheit der Kaiserin, der Kaiserin und dann Tara, sehr zu ihrer Verzweiflung. Während er sich mit Tara und der gesamten Magicgang, die er als Störenfriede ansieht, schwer tut, entwickelt er schließlich eine echte Beziehung der Bewunderung und des Respekts für die junge Erbin, die ihm ebenso hilft, wie sie ihn an sich selbst nagen lässt.

### Die Duncans
- Isabella Duncan

Taras Großmutter mütterlicherseits, Isabella, ist ebenfalls eine mächtige Zauberin, deren kompromissloser Charakter legendär ist. Ihr Vertrauter war Mamna, ein riesiger bengalischer Tiger. Als Witwe von Menelaus Tri Vranril zog sie Tara nach Selenas Entführung auf. Sie ist für die Überwachung und Festnahme der Semchanach-Zauberer auf der Erde zuständig.
- Manitou Duncan

Taras Urgroßvater und Isabellas Vater, der dank eines Zaubers unsterblich wurde, der ihn leider in einen Labrador verwandelte. Freundlich und sehr gierig, ist er ein Ehrenmitglied der Magicgang.

## Anpassungen

### Zeichentrickfilm (2010)
Im Jahr 2010 wurde Tara Duncan als Zeichentrickfilm verfilmt. Die Serie mit 26 Episoden à 22 Minuten wurde in mehr als zehn Ländern ausgestrahlt.

### Animationsserie (2022)
Eine neue Zeichentrickserie ist für das Jahr 2022 geplant. Die 52-teilige, 13-minütige Serie wird Tara, Cal, Robin und Sparrow auf Otherworld begleiten, im Gegensatz zur ersten Verfilmung, in der ihre Abenteuer auf dem magischen Planeten nicht vorkamen. Die ersten beiden Episoden wurden bereits in Frankreich ausgestrahlt.

## Die Welt der Fans
Die von den Lesern hochgelobte literarische Saga hat eine Fangemeinde hervorgebracht, die sich Taraddicts nennt, eine Zusammensetzung aus „Tara“ und „addicts“. Der Begriff Taraddict bezieht sich auf Fans von Tara Duncan und im weiteren Sinne auf die Werke von Sophie Audouin-Mamikonian und der Autorin selbst.

### Fan-Produktionen
Wie die meisten Fandoms haben auch die Taraddicts die Mittel des Internets genutzt, um ihre Produktionen zu entwickeln und zu verbreiten: Amateur-Web-Serien, Online-Fanzines, gefälschte Dokumentationen, gefälschte Trailer, Webradio, Diskussionsforen, RPG-Foren, Fanfictions, Fanarts...